# Claudia Rivas
Pour les articles homonymes, voir Rivas.
Claudia Rivas Vega née le 15 juin 1989 à Valparaíso dans l'état de Zacatecas, est une triathlète professionnelle mexicaine, championne du monde d'aquathlon en 2008.

## Palmarès
Le tableau présente les résultats les plus significatifs (podium) obtenus sur le circuit international de triathlon depuis 2008,.
| Année | Compétition                                      | Pays                   | Position           | Temps           |
| ----- | ------------------------------------------------ | ---------------------- | ------------------ | --------------- |
| 2019  | Coupe du monde - l'étape de Saint-Domingue       | République dominicaine | Médaille de bronze | 1 h 34 min 49 s |
| 2017  | Coupe du monde - l'étape de Mooloolaba           | Australie              | Médaille de bronze | 1 h 58 min 18 s |
| 2014  | Coupe du monde - l'étape de Huatulco             | Mexique                | Médaille d'argent  | 2 h 15 min 18 s |
| 2013  | Coupe panaméricains - l'étape d'Ixtapa           | Mexique                | Médaille d'or      | 2 h 8 min 40 s  |
| 2013  | Coupe panaméricains - l'étape de Dallas          | États-Unis             | Médaille d'or      | 1 h 56 min 11 s |
| 2013  | Coupe du monde - l'étape de Huatulco             | Mexique                | Médaille de bronze | 2 h 13 min 53 s |
| 2013  | Coupe panaméricains - l'étape d'Ixtapa           | Mexique                | Médaille d'or      | 2 h 7 min 15 s  |
| 2013  | Coupe panaméricains - l'étape de Mazatlán        | Mexique                | Médaille d'or      | 2 h 8 min 23 s  |
| 2012  | Coupe panaméricains - l'étape de Cartagena       | Colombie               | Médaille d'or      | 2 h 14 min 57 s |
| 2011  | Coupe panaméricains - l'étape de Mayaguez        | Porto Rico             | Médaille d'or      | 2 h 10 min 11 s |
| 2011  | Coupe panaméricains - l'étape de Puerto Vallarta | Mexique                | Médaille d'or      | 2 h 9 min 55 s  |
| 2008  | Championnats du monde d'aquathlon                | Mexique                | Médaille d'or      | 0 h 34 min 30 s |